# Еберхард (Зюлхгау)
Еберхард (на немски: Eberhard, Eparhard, (* 856, † сл. 889) от род Унруохинги, е граф на Comitate Зюлхгау („Sulihgeiuua“) в днешния регион Тюбинген в Баден-Вюртемберг и през 888 г. е граф в Юлихгау (Pagus Juliacensis).

## Биография
Еберхард е син на Адалхард от Бурк (* ок. 836, † след 1 юли 874) и Сванабурка. Внук в на Еберхард, макркграф на Фриули († 16 декември 866), и на Гизела († сл. 1 юли 874), дъщеря на император Лудвиг Благочестиви (от Каролингите) и Юдит Баварска (от Велфите). Племенник е на Унрох III (863 – 874 г. маркграф на Фриули) и на Беренгар II (915 г. римски император).
Баща му става игумен на Сизуен и Светия (16 декември).
През 888 г. император Арнулф Каринтийски го споменава в документ за подарък.
Еберхард се жени за Гизела, дъщеря на граф Валтфред от Верона. Неговата дъщеря Юдит от Фриули (* сл. 888; † ?) се омъжва през 910 г. за баварския херцог Арнулф I Лошия († 14 юли 937) от род Луитполдинги, а нейната най-голяма дъщеря Юдит се омъжва за херцог Хайнрих I Баварски, брат на император Ото I.